# Film in 1975
Dit artikel gaat over de film in het jaar 1975.

## Lijst van films
- Das Amulett des Todes
- Barry Lyndon
- Bite the Bullet
- Cousin, cousine
- The Day of the Locust
- Dersu Uzala
- The Devil's Rain
- Dog Day Afternoon
- Dolemite
- Fantozzi
- Farewell, My Lovely
- French Connection II
- Hester Street
- The Hindenburg
- L'Histoire d'Adèle H.
- Histoire d'O
- Jaws
- The Killer Elite
- The Legend of Robin Hood
- Love Among the Ruins
- The Man Who Would Be King
- Monty Python and the Holy Grail
- Nashville
- Night Moves
- One Flew Over the Cuckoo's Nest
- Picnic at Hanging Rock
- Profondo rosso
- Que la fête commence
- The Return of the Pink Panther
- The Rocky Horror Picture Show
- Salò o le 120 giornate di Sodoma
- Sept morts sur ordonnance
- Shampoo
- De spiegel (Russische titel: Zerkalo)
- The Stepford Wives
- The Sunshine Boys
- Three Days of the Condor
- Tommy
- Trollflöjten
- Le Vieux Fusil
- The Wilby Conspiracy
- Zorro

### Lijst van Nederlandse films
- De dwaze lotgevallen van Sherlock Jones
- Dokter Pulder zaait papavers
- Flanagan
- De Heilige Familie
- Heb medelij, Jet!
- Het jaar van de Kreeft
- Keetje Tippel
- Kind van de zon
- De laatste trein
- Mens erger je niet
- Mijn nachten met Susan, Olga, Albert, Julie, Piet & Sandra
- Pim Pandoer in het nauw
- Pipo de Clown en de Piraten van Toen
- Rooie Sien
- Rufus
- Zwaarmoedige verhalen voor bij de centrale verwarming

### Lijst van Belgische films
- Jeanne Dielman, 23, quai du Commerce, 1080 Bruxelles
- Verbrande Brug

1870-1879 · 1880-1889 · 1890 · 1891 · 1892 · 1893 · 1894 · 1895 · 1896 · 1897 · 1898 · 1899 · 1900 · 1901 · 1902 · 1903 · 1904 · 1905 · 1906 · 1907 · 1908 · 1909 · 1910 · 1911 · 1912 · 1913 · 1914 · 1915 · 1916 · 1917 · 1918 · 1919 · 1920 · 1921 · 1922 · 1923 · 1924 · 1925 · 1926 · 1927 · 1928 · 1929 · 1930 · 1931 · 1932 · 1933 · 1934 · 1935 · 1936 · 1937 · 1938 · 1939 · 1940 · 1941 · 1942 · 1943 · 1944 · 1945 · 1946 · 1947 · 1948 · 1949 · 1950 · 1951 · 1952 · 1953 · 1954 · 1955 · 1956 · 1957 · 1958 · 1959 · 1960 · 1961 · 1962 · 1963 · 1964 · 1965 · 1966 · 1967 · 1968 · 1969 · 1970 · 1971 · 1972 · 1973 · 1974 · 1975 · 1976 · 1977 · 1978 · 1979 · 1980 · 1981 · 1982 · 1983 · 1984 · 1985 · 1986 · 1987 · 1988 · 1989 · 1990 · 1991 · 1992 · 1993 · 1994 · 1995 · 1996 · 1997 · 1998 · 1999 · 2000 · 2001 · 2002 · 2003 · 2004 · 2005 · 2006 · 2007 · 2008 · 2009 · 2010 · 2011 · 2012 · 2013 · 2014 · 2015 · 2016 · 2017 · 2018 · 2019 · 2020 · 2021 · 2022 · 2023 · 2024 · 2025